# Война Варшавского герцогства с Австрией
Война Варшавского герцогства с Австрией 1809 года (пол. Wojna polsko-austriacka) — часть войны против Пятой коалиции.
Когда началась война Пятой коалиции с Францией, в Варшавском герцогстве остался только 14-тысячный корпус военного министра Юзефа Понятовского. Австрия атаковала Саксонию и Варшавское герцогство, в которое вторгся 36-тысячный корпус эрцгерцога Фердинанда Карла Австрийского-Эсте. Эрцгерцог планировал захватить всё герцогство. 

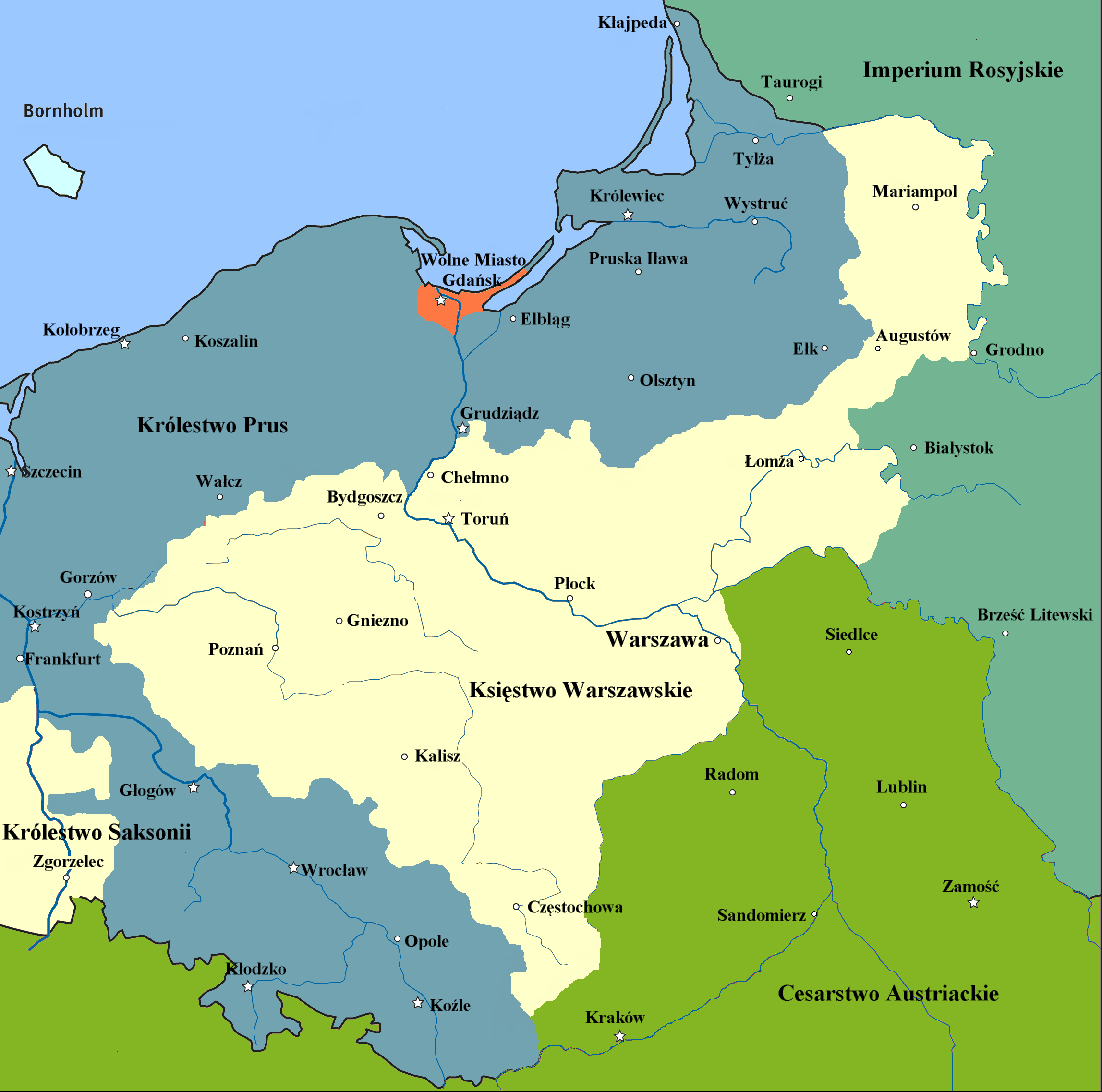
Территория Варшавского герцогства перед войной.

После битвы при Рашине 19 апреля, когда польские войска Ю. Понятовского остановили австрийские силы, вдвое превышающие их численность (но ни одна из сторон не добилась решающей победы), польские войска, тем не менее, отступили, позволив австрийцам занять столицу герцогства Варшаву, поскольку Понятовский осознал, что город будет трудно защитить, и вместо этого решил сохранить мобильность своей армии в полевых условиях и вступить в бой с австрийцами в другом месте, перейдя на восточный (правый) берег Вислы. Действительно, столица герцогства была захвачена австрийской армией с небольшим сопротивлением, но это была для них пиррова победа, поскольку австрийский командующий отвлек туда большую часть своих сил за счет других фронтов. Фердинанд разместил в Варшаве гарнизон из 10 000 солдат и разделил оставшиеся силы, отправив 6 000 корпусов на правый берег Вислы, а остальные — к Торуни и другим целям на левом берегу.
В ряде сражений (при Радзымине, Грохове и Островке) польские войска нанесли поражение частям австрийской армии, вынудив австрийцев отступить на западный берег реки. Сначала крупная атака на мосты в пригороде Варшавы Прага 6-тысячным австрийским отрядом, ранее переправившимся через реку, была остановлена тысячью польских защитников. Вскоре после этого австрийские войска, осаждавшие Прагу, потерпели поражение от генерала Михала Сокольницкого, сначала в битве при Грохове (26 апреля), позже, когда австрийская армия попыталась преследовать поляков Сокольницкого, она была разбита 2 и 3 мая в битве при Гура-Кальвария (в этом сражении поляки также разрушили частично построенный мост австрийцев вместе с их инженерным оборудованием). Это оставило инициативу на правом берегу прочно за поляками.
В последующие недели Великую Польшу защищал корпус генерала Домбровского, в то время как Понятовский оставил лишь небольшой отряд прикрытия для охраны мостов на Висле, а остальные силы двинул на юг. Фердинанд предпринял еще несколько попыток, пытаясь установить плацдарм на другом берегу Вислы, но они потерпели поражение. Польские войска успешно предотвратили переход австрийцев через реку и, оставаясь вблизи Вислы, чтобы контролировать ситуацию, вторглись на слабо защищенную австрийскую территорию с юга, в тыл австрийским войскам, захватив части недавно разделенных польских территорий. Польские войска заняли крупные города Люблин (14 мая), Сандомир (18 мая), Замосць (20 мая) и Львов (27 мая). На захваченных территориях были быстро организованы польская администрация и воинские формирования, а генералы Ян Генрик Домбровский и Юзеф Зайончек командовали частями, замедлявшими австрийцев на западном берегу Вислы.
Российская империя, согласно Тильзитскому мирному договору в начале лета вступила в войну против Австрии, став тем самым союзником поляков. Русская армия под командованием генерала Сергея Голицына перешла австрийскую границу 3 июня 1809 года и оккупировала часть Галичины. Формально Россия объявила войну Австрийской империи, но фактически дальше этого Александр I не пошел, предупредив Наполеона, что силы России задействованы в других войнах (с Турцией, Персией, Швецией, Англией). Войска Голицына продвигались как можно медленнее, с указанием избегать серьезного столкновения с австрийцами. Между русскими и австрийскими войсками произошли лишь незначительные стычки с минимальными потерями.

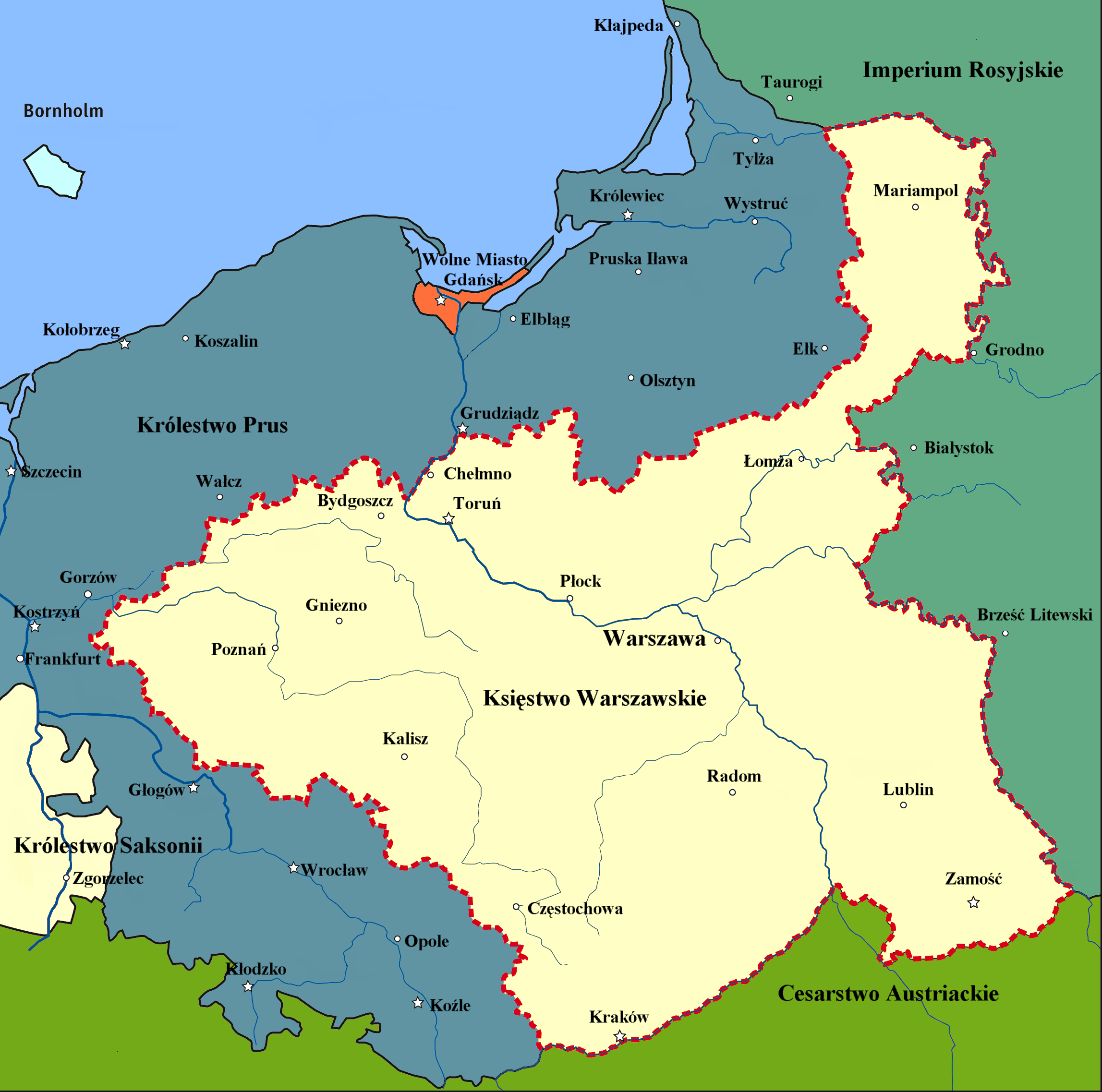
Территория Варшавского герцогства по результатам войны.

В конце концов основная австрийская армия под командованием эрцгерцога Фердинанда, не в силах продвинуться дальше по левому берегу и опасаясь перерезать линии снабжения Понятовским, была вынуждена отказаться от осады Торуня, покинуть саму Варшаву (1 июня) и двинуться на юг, планируя вступить в бой с польской армией на юге, в Галиции, и в какой-то момент соединиться с основной австрийской армией, действующей западнее. Понятовский решил не вступать в бой с австрийскими войсками, вместо этого сосредоточившись на захвате как можно большей части Галиции.
Австрийцам удалось победить Зайончека в битве при Едлинске 11 июня и вернуть Сандомир (18 июня) и Львов, но не смогли вступить в бой с Понятовским, который тем временем взял Кельце и Краков (15 июля). Корпус Зайончека соединился с корпусом Понятовского 19 июня и с корпусом Домбровского и Сокольницкого 3 и 4 июля. В конце концов австрийцы были разбиты французами в битве при Ваграме (5 июля - 6 июля), и боевые действия закончились.
По Шенбруннскому миру Варшавское герцогство увеличилось со 103 до 155 тыс. км² и его население с 2,6 до 4,3 млн. жителей, получив западную Галицию, а также Замосць и окрестности. Были созданы четыре новых департамента: люблинский, краковский, радомский и седлецкий.
Генерал Юзеф Понятовский стал национальным героем Польши после этой кампании. Он также получил церемониальную саблю от Наполеона за свои победы.